# Septodochium triseptatum
Septodochium triseptatum är en svampart som beskrevs av Matsush. 1971. Septodochium triseptatum ingår i släktet Septodochium, divisionen sporsäcksvampar och riket svampar.   Inga underarter finns listade i Catalogue of Life.